# 桂花街道
桂花街道，中华人民共和国湖南省株洲市荷塘区下属的一个街道。

## 建制沿革
- 2005年，析宋家桥街道部分置桂花街道。

## 行政区划
桂花街道下辖4个社区、3个村委会：
- 桂花社区、赵家冲社区、向阳社区、新荷社区
- 新塘坡村、桂花村、戴家岭村